# ماجد الخيبري
ماجد الخيبري مواليد 24 سبتمبر 1991، هو لاعب كرة قدم سعودي يلعب كظهير أيسر يلعب حالياً مع نادي الجندل.
كانت بداياته مع النادي الأهلي ولعب بعدها مع نادي نجران وانتقل إلى الاتحاد في عام 2015 وأعاره الاتحاد إلى الاتفاق في عام 2017 وبعدها وقع مع نادي الشعلة وانتقل بعدها إلى نادي القادسية في عام 2019 و بعدها عاد إلى نادي الشعلة في عام 2020. وانتقل إلى نادي الجندل في عام 2023.

## روابط خارجية
- ماجد الخيبري على موقع Soccerway.com (الإنجليزية)
- ماجد الخيبري على موقع كووورة